# شهرستان دورس
شهرستان دورس (به لاتین: Durrës County) شهرستانی در آلبانی است.

## خصوصیات
شهرستان دورس ۷۶۶ کیلومترمربع مساحت و ۲۶۲٬۷۸۵ نفر جمعیت دارد.